# Abrothrix sanborni
Abrothrix sanborni (Osgood, 1943) è un roditore della famiglia dei Cricetidi diffuso nell'America meridionale.

## Descrizione

### Dimensioni
Roditore di piccole dimensioni, con la lunghezza della testa e del corpo tra 100 e 115 mm, la lunghezza della coda tra 69 e 85 mm, la lunghezza del piede tra 23,5 e 25,5 mm, la lunghezza delle orecchie tra 13,5 e 16 mm e un peso fino a 30 g.

### Aspetto
Il colore generale del corpo è bruno-nerastro. Le orecchie sono piccole e cosparse di pochi peli. Le zampe sono bruno-nerastre. La coda è più corta della testa e del corpo ed è uniformemente scura.

## Biologia

### Comportamento
È una specie terricola attiva sia di giorno che di notte.

### Alimentazione
Si nutre di funghi, larve, artropodi, foglie, semi e frutta.

### Riproduzione
Si riproduce in primavera ed estate.

## Distribuzione e habitat
Questa specie è diffusa lungo le coste del Cile meridionale inclusa l'isola di Chiloé e presso il lago Quillén, nell'Argentina meridionale.
Vive nelle foreste pluviali fino a 820 metri di altitudine.

## Conservazione
La IUCN Red List, considerato che l'estensione del proprio areale non è superiore a 20.000 km² e la popolazione è in declino a causa della perdita del proprio habitat a causa dell'intenso sfruttamento boschivo, classifica A.sanborni come specie prossima alla minaccia (Near Threatened).